# Пять гривен (банкнота)
Пять гривен (укр. п'ять гривень) — номинал денежных купюр Директории УНР, выпущенных в 1919 году, и современной Украины, введённых в обращение в виде банкнот в 1996 году.

## История

### Директория УНР
Накануне эвакуации из Киева в феврале 1919 года, министр финансов Борис Мартос приказал вывезти из города все запасы денег, хранившихся в Государственном банке, литографские камни и другие материалы, которые использовались для печати денег. После кратковременного пребывания в Виннице, где из-за нехватки соответствующей технической базы не удалось наладить изготовление денег, Министерство финансов УНР переехало в Каменец-Подольский, а Экспедиция Заготовки Государственных Бумаг была отправлена в Тернополь, а затем — в Станиславов (ныне Ивано-Франковск). Этот шаг был обусловлен мерами безопасности и наличием в этих городах надлежащей печатной базы. В Станиславе новый руководитель Экспедиции Николай Данильченко наладил изготовление разменных знаков Государственной казны УНР номинальной стоимостью 5 гривен. При изготовлении проекта были использованы элементы рисунков Григория Золотова, Антона Середы и Георгия Нарбута. Они печатались чёрной краской на качественной бумаге серого цвета с водяными знаками. Основное количество купюр этой эмиссии использовалось населением Галиции.

### Украина
По словам автора первых денежных купюр современной Украины Василия Лопаты, в апреле 1991 года известных художников УССР пригласили для участия в разработке эскизов новой украинской валюты. В состав коллектива по разработке эскизов вошли народный художник Украины А. Данченко, заслуженные деятели искусств Украины В. Перевальский, заслуженные художники Украины В. Юрчишин, С. Якутович и сам В. Лопата.
Работа по созданию денежных купюр проходила под эгидой комиссии Верховной рады Украины по вопросам экономических реформ и управления народным хозяйством, а также комиссии по вопросам культуры и духовного возрождения. В этой работе приняли участие народные депутаты Украины Лесь Танюк, Павел Мовчан, Дмитрий Павлычко, Владимир Яворивский, 
Иван Заец и др.
Эскизы денежной купюры рассматривал Президиум Верховного Совета под председательством Леонида Кравчука, который утвердил эскизы, подготовленные В. Лопатой.

### 1992 год
Впервые банкнота введена в обращение 2 сентября 1996 года. Изготовлена канадской компанией «Canadian Bank Note Company». На лицевой стороне в центре изображён Богдан Хмельницкий, на обратной — Ильинская церковь в селе Суботов (Черкасская область) — семейная усыпальница Богдана Хмельницкого. Дизайн обеих сторон был дополнен орнаментами. На банкноте изображены также 1992 год. 135×70 мм. Преобладающий цвет — тёмно-синий.
Банкнота была изготовлена на специальной белой бумаге, которая не флуоресцирует в ультрафиолетовых лучах, с водяными однотоновыми знаками в форме трезубца, расположенными по всей площади банкноты.
Банкнота содержала: рельефные элементы, радужную печать, антисканерную сетку, скрытое изображение, микротекст, видимые защитные волокна, скрытый номинал, флуоресцентный номер, флуоресцентные элементы, высокую печать.

### 1994 год
Банкнота введена в обращение 1 сентября 1997 года. Изготовлена фирмой «Томас де ла Рю» (Великобритания).
На лицевой стороне справа изображён Богдан Хмельницкий. На обратной стороне в центре — гравюрное изображение Ильинской церкви в Суботове. Дизайн обеих сторон дополнялся орнаментами. На банкноте был изображён также 1994 год. Размеры: 133×66 мм. Преобладающий цвет — тёмно-синий.
Банкнота была изготовлена на специальной белой бумаге, которая не флуоресцирует в ультрафиолетовых лучах, но с фиксированным многотоновым водяным знаком в виде портрета Богдана Хмельницкого, что на лицевой стороне банкноты.
Банкнота содержала: антисканерную сетку; микротекст защитную нить; рельефные элементы; радужную печать; совмещённое изображения скрытое изображение; элемент для людей с ослабленным зрением; видимые и невидимые защитные волокна; флуоресцентный номер.
Банкноты образца 1994, 1997 и 2001 годов отличаются текстом легенды подписи — «Голова правлiння банку» для 1994, «Голова банку» для 1997 и «Голова» для 2001 (также в 2001 изменилось местоположение подписи).

### 2004 год
Банкнота введена в обращение 14 июня 2004 года. Изготовлена на Банкнотно-монетном дворе Национального банка Украины.
На лицевой стороне справа изображен Богдан Хмельницкий. На обратной стороне изображена Ильинская церковь в Суботове. Дизайн обеих сторон дополняется орнаментами. На банкноте указан 2004 год.
Размеры: 118×63 мм. Преобладающий цвет — синий.
Банкнота изготовлена на специальной тонированной бумаге, оттенок которой соответствует преобладающему цвету банкноты; бумага не флуоресцирует в ультрафиолетовых лучах, содержит многоцветный водяной знак в виде портрета, соответствующего портрету на лицевой стороне банкноты; бумага также содержит двухцветный водяной знак (штрих-код), защитную ленту и защитные волокна. Банкнота содержит: светлый элемент водяного знака; скрытое изображение; рельефные изображения, совмещённое изображение; орловскую печать; микротекст; радужную печать; серийный номер; антисканерную сетку.

## Статистические данные
| Банкноты разных лет выпуска | Банкноты разных лет выпуска | Банкноты разных лет выпуска | Банкноты разных лет выпуска | Банкноты разных лет выпуска | Банкноты разных лет выпуска | Банкноты разных лет выпуска              | Банкноты разных лет выпуска | Банкноты разных лет выпуска | Банкноты разных лет выпуска |
| Изображение                 | Изображение                 | Подписи                     | Размеры (мм)                | Основные цвета              | Описание                    | Описание                                 | Даты                        | Даты                        | Даты                        |
| Лицевая сторона             | Оборотная сторона           | Подписи                     | Размеры (мм)                | Основные цвета              | Лицевая сторона             | Оборотная сторона                        | печати                      | выпуска                     | изъятия                     |
| --------------------------- | --------------------------- | --------------------------- | --------------------------- | --------------------------- | --------------------------- | ---------------------------------------- | --------------------------- | --------------------------- | --------------------------- |
|                             |                             |                             | 100×60                      | чёрно-серый                 | номинал                     | информация государственного казначейства | 1918                        | 5 июля 1919                 | после 1921                  |
|                             |                             | В. Матвиенко (1992)         | 135×70                      | тёмно-синий                 | гетман Богдан Хмельницкий   | Ильинская церковь в селе Суботов         | 1992                        | 2 сентября 1996             | 15 июля 2003                |
|                             |                             | В. Гетьман (1992)           | 135×70                      | тёмно-синий                 | гетман Богдан Хмельницкий   | Ильинская церковь в селе Суботов         | 1992                        | 2 сентября 1996             | 15 июля 2003                |
|                             |                             | В. Ющенко (1992)            | 135×70                      | тёмно-синий                 | гетман Богдан Хмельницкий   | Ильинская церковь в селе Суботов         | 1992                        | 2 сентября 1996             | 15 июля 2003                |
|                             |                             | В. Ющенко (1994, 1997)      | 133×66                      | голубовато-синий            | гетман Богдан Хмельницкий   | Ильинская церковь в селе Суботов         | 1994                        | 1 сентября 1997             | 14 июня 2004                |
|                             |                             | В. Ющенко (1994, 1997)      | 133×66                      | голубовато-синий            | гетман Богдан Хмельницкий   | Ильинская церковь в селе Суботов         | 1997                        | 1 сентября 1998             | 14 июня 2004                |
|                             |                             | В. Стельмах (2001)          | 133×66                      | голубовато-синий            | гетман Богдан Хмельницкий   | Ильинская церковь в селе Суботов         | 2001                        | 5 Марта 2001                | 14 июня 2004                |
|                             |                             | С. Тигипко (2004)           | 118×63                      | голубовато-синий            | гетман Богдан Хмельницкий   | Ильинская церковь в селе Суботов         | 2004                        | 14 июня 2004                | 1 января 2023               |
|                             |                             | В. Стельмах (2005)          | 118×63                      | голубовато-синий            | гетман Богдан Хмельницкий   | Ильинская церковь в селе Суботов         | 2005                        | 18 апреля 2005              | 1 января 2023               |
|                             |                             | С. Арбузов (2011)           | 118×63                      | голубовато-синий            | гетман Богдан Хмельницкий   | Ильинская церковь в селе Суботов         | 2011                        | 1 ноября 2011               | 1 января 2023               |
|                             |                             | И. Соркин (2013)            | 118×63                      | голубовато-синий            | гетман Богдан Хмельницкий   | Ильинская церковь в селе Суботов         | 2013                        | 1 июня 2013                 | 1 января 2023               |
|                             |                             | В. Гонтарева (2015)         | 118×63                      | голубовато-синий            | гетман Богдан Хмельницкий   | Ильинская церковь в селе Суботов         | 2015                        | 1 июля 2015                 | 1 января 2023               |